# Sablet
Sablet är en kommun i departementet Vaucluse i regionen Provence-Alpes-Côte d'Azur i sydöstra Frankrike. Kommunen ligger i kantonen Beaumes-de-Venise som tillhör arrondissementet Carpentras. År 2022 hade Sablet 1 433 invånare.

## Befolkningsutveckling
Antalet invånare i kommunen Sablet
| Referens: INSEE |